# Baghpat (distrikt)
Baghpat är ett distrikt i den indiska delstaten Uttar Pradesh, och hade 1 163 991 invånare år 2001 på en yta av 1 389,4 km². Det gör en befolkningsdensitet på 837,77 inv/km². Den administrativa huvudorten är staden Baghpat, medan den största staden är Baraut. De dominerande religionerna i distriktet är Hinduism (73,43 %) och Islam (24,73 %).

## Administrativ indelning
Distriktet är indelat i tre kommunliknande enheter, tehsils:
- Baghpat, Baraut, Khekada

## Städer
Distriktets städer är huvudorten Baghpat samt Agarwal Mandi, Aminagar Sarai, Baraut, Chhaprauli, Doghat, Khekada och Tikri.
Urbaniseringsgraden låg på 19,71 procent år 2001.